# Badenella fallaciosa
Badenella fallaciosa är en skalbaggsart som beskrevs av Lane 1964. Badenella fallaciosa ingår i släktet Badenella och familjen långhorningar. Inga underarter finns listade.